# Gabriel Dupont
Pour les articles homonymes, voir Dupont ou Dupond.
Gabriel Édouard Xavier Dupont est un compositeur et musicien français né à Caen le 1er mars 1878 et mort à 36 ans au Vésinet le 2 août 1914.

## Biographie
Gabriel Dupont est formé par son père, Achille Dupont, professeur au lycée Malherbe et organiste de l'église Saint-Pierre de Caen. Il poursuit à quinze ans ses études au conservatoire de Paris (alors dénommé Conservatoire national supérieur de musique et de déclamation) où il étudie l'harmonie avec Antoine Taudou, le contrepoint avec André Gedalge et la composition avec Jules Massenet. En 1895, il est  élève d'Alexandre Guilmant pour l'orgue, puis étudie la composition avec Charles-Marie Widor entre 1897 et 1903.
Ses frères feront une carrière artistique : Maurice, bibliothécaire du Musée Guimet, comme orientaliste et littérateur ; Robert (1874-1949), paysagiste de la Sarthe et de Bretagne et peintre officiel des mairies de Paris, dont l'Hôtel de Ville.
En 1901, tout en effectuant son service militaire, il se prépare au prix de Rome : il y remporte le second prix, derrière André Caplet, mais devant Ravel. Il est aussi lauréat du concours Sonzogno pour la composition de l'opéra La Cabrera, qui obtient un succès notoire à la Scala, puis au Théâtre national de l’Opéra-Comique (1905). Pianiste, il a notamment composé un important cycle de pièces pour piano, Les Heures dolentes, sur le thème d'un malade alité, cycle de 14 pièces (1903-1905), puis un second cycle de dix pièces, La Maison dans les dunes (1908-1909), créé le 3 juin 1910 par Maurice Dumesnil, salle Pleyel. Il écrira encore trois opéras : La Glu (1909), mélodrame breton d’après Jean Richepin, La Farce du cuvier (1911) et enfin Antar (1912-14), création posthume au Théâtre national de l’Opéra en mars 1921, à l’exotisme grandiose et noir. 
Il meurt de la tuberculose au soir du 1er août 1914 au Vésinet. 
Le monument sur sa tombe est toujours visible au cimetière de la ville. Une allée de la ville porte son nom. Un monument est également élevé par sa ville natale dans la cour du musée des Beaux-Arts de Caen (ancien séminaire des Eudistes). Mais ce monument est détruit lors de la bataille de Caen. Son buste est exposé depuis 2024 dans le hall du Conservatoire à Rayonnement Régional de Caen.

## Sa musique
Son œuvre est extrêmement mélancolique, pleine d'émotion typique de l'univers cher à son cœur. L'ambiance impressionniste et délicate qui se dégage de ses pièces musicales tient peut-être à sa santé toujours fragile (il vivait généralement confiné, environné par les médicaments). Il a mis en musique des poèmes de célèbres contemporains, tels que Verlaine, Musset, Rimbaud, Leconte de Lisle.
Le philosophe Vladimir Jankélévitch l'admirait et en parle à plusieurs reprises dans ses livres sur la musique.

## Catalogue des œuvres (non exhaustif)
| Date       | Œuvre | Genre              | Commentaires |
| ---------- | --- | ------------------ | --- |
| 1895       | Airs de ballet (2) 1. Pavane 2. Aria | Piano              | |
| 1895       | La Pluie Chanson d'automne | Mélodies           | Poèmes de Paul Verlaine |
| 1897       | Feuillets d'album 1. Valse 2. Fughette 3. Berceuse 4. Air à danser | Piano              | |
| 1899       | Jour d'été 1. Matinée ensoleillée 2. Sous bois 3. Nocturne | Orchestre          | Esquisse symphonique en trois parties - Création le 25 mars 1900 par Guy Ropartz et l'orchestre du Conservatoire de Nancy                                |
| 1900       | Chansons normandes, pour voix de femmes et piano 1. Les Marchandes de fleurs 2. Feuilles mortes 3. Ronde du lilas et de la rose | Musique chorale    | Poèmes d'Émile Blémont |
| 1901       | Journée de printemps, pour violon et piano 1. Au matin 2. Au soir | Musique de chambre | |
| 1901       | Le Foyer Mandoline | Mélodies           | Poèmes de Paul Verlaine |
| 1901       | Monsieur Destin Le Jour des morts | Mélodies           | Poèmes de Georges Vanor |
| 1902       | Annie | Mélodie            | Poème de Leconte de Lisle |
| 1902       | À la nuit | Mélodie            | Poème d'Auguste Lacaussade |
| 1903       | Les Effarés | Mélodie            | Poème d'Arthur Rimbaud |
| 1903       | En aimant | Mélodie            | Poème d'Armand Silvestre |
| 1903-1905  | Heures dolentes (Les) 1. Épigraphe 2. Le soir tombe dans la chambre 3. Du soleil au jardin 4. Chanson de la pluie 5. Après-midi de dimanche 6. Le Médecin 7. Une amie est venue avec des fleurs 8. La Chanson du vent 9. Au coin du feu 10. Coquetteries 11. La mort rôde 12. Des enfants jouent dans le jardin 13. Nuit blanche - Hallucinations 14. Calme | Piano              | Création le 19 décembre 1906 par Maurice Dumesnil, à la Salle de la Société des agriculteurs de France à Paris                                           |
| 1904       | Cabrera (La) | Opéra              | Drame lyrique en un acte sur un livret de Henri Cain - Création à Milan le 17 mai 1904                                                                   |
| 1904       | Poèmes d'automne 1. Si j'ai aimé 2. Ophélia 3. Au temps de la mort des marjolaines 4. La Fontaine de pitié 5. La Neige 6. Le Silence de l'eau 7. Douceur du soir ! 8. Sur le vieux banc | Mélodie            | Poèmes de 1. Henri de Régnier 2. Arthur Rimbaud 3. Stuart Merrill 4. Henry Bataille 5. Paul Verlaine 6. Fernand Gregh 7. Georges Rodenbach 8. Léon Dierx |
| ca. 1905 ? | Journée d'hiver | Mélodie            | Poème de Léon Dierx |
| 1906       | Le Jardin mouillé | Mélodie            | Poème d'Henri de Régnier |
| 1908       | Chant de la destinée, poème symphonique | Orchestre          | |
| 1908       | Glu (La) | Opéra              | Drame musical populaire en quatre actes et cinq tableaux - Livret de Henri Cain d'après un roman de Jean Richepin - Création à l'Opéra de Nice           |
| 1908       | Les Caresses | Mélodie            | Poème de Jean Richepin |
| 1908       | Chanson des noisettes | Mélodie            | Poème de Tristan Klingsor |
| 1909       | Deux mélodies 1. Pieusement (Émile Verhaeren) 2. Ô triste, triste... (Paul Verlaine) | Mélodies           | Poèmes de 1. Émile Verhaeren 2. Paul Verlaine |
| 1910       | Hymne à Aphrodite, pour solistes, chœur et orchestre | Musique chorale    | Poème de Laurent Tailhade |
| 1907-1909  | Maison dans les dunes (La) 1. Dans les dunes par un clair matin 2. Voiles sur l'eau 3. La Maison du souvenir 4. Mon frère le Vent et ma sœur la Pluie 5. Mélancolie du bonheur 6. Le soleil se joue dans les vagues 7. Le Soir dans les pins 8. Le Bruissement de la mer, la nuit 9. Clair d'étoiles 10. Houles                                             | Piano              | Création le 3 juin 1910 par Maurice Dumesnil, Salle Pleyel                                                                                               |
| 1910-1911  | Deux poèmes d'Alfred de Musset 1. Chanson 2. Sérénade à Ninon | Mélodies           | Poèmes d'Alfred de Musset |
| 1911       | Farce du Cuvier (La) | Opéra              | Opéra-comique en deux actes sur un livret de Maurice Léna - Création au Théâtre de la Monnaie à Bruxelles le 21 mars 1912                                |
| 1911       | Poème pour piano et quatuor à cordes 1. Sombre et douloureux 2. Clair et calme 3. Joyeux et ensoleillé | Musique de chambre | Dédié à Charles-Marie Widor. Créé le 26 mars 1911 par Maurice Dumesnil et le Quatuor Willaume                                                            |
| 1911       | Les Caresses 1. La Rencontre 2. Le Baiser | Mélodies           | Poèmes de Jean Richepin |
| 1912       | Crépuscule d'été | Mélodie            | Poème de Cécile Périn |
| 1912       | Chanson des petits oiseaux | Mélodie            | Poème de Jean Richepin |
| 1914       | Antar | Opéra              | Conte héroïque en quatre actes et cinq tableaux sur un livret de Chekri Ganem - Création en 1921 à l'Opéra de Paris, repris en 1946                      |

### Musique pour orgue
- Pièce en forme de canon, coll. « L'Orgue Moderne », 10e livraison, dir. Ch. M. Widor et A. Guilmant, Paris, Leduc, 1897
- Méditation, coll. « L'Orgue Moderne », 15e livraison, dir. Ch. M. Widor et A. Guilmant, Paris, Leduc, 1899
- Offertoire, Élévation et Sortie, coll. « Archives de l'Organiste » , vol. 4, dir. H. Delépine, Arras, Procure Générale de musique religieuse, v. 1910

## Discographie
- La Farce du cuvier (ouverture), enregistrement de 1932 par l’Orchestre des Concerts Lamoureux (avec des œuvres de Mehul, Berlioz, Debussy, Ravel, Lalo, Dukas, Chabrier, Roussel, etc.), disque TIMPANI 4C 4024, 1994
- Les Heures dolentes, Daniel Blumenthal (piano), CD Salamandre, 1987
- La Maison dans les dunes, Marie-Catherine Girod (piano), Éditeur Deutsche Grammophon (série 3D Classics), Enregistrement en public, janvier 1997, paru juillet 1997
- La Cabrera, Marco Berdondini (Chef d'orchestre), Rossella Rédoglia, Renzo Zulian, Giovanna Lanza, Chœur Mezio Agostini, Orchestre Philharmonique Forum Livii,  Éditeur Bongiovanni GB 2314-2, paru décembre 2002
- La Maison dans les dunes, Poème pour piano et quatuor à cordes (sombre et douloureux, clair et calme, joyeux et ensoleillé), François Kerdoncuff (Piano), Quatuor de Louvigny,  Éditeur Timpani 1C1072, paru mai 2003
- Les Mélodies, Florence Katz (Mezzo Soprano), Lionel Peintre (Baryton) et Marie-Catherine Girod (Piano), Ed. Timpani ED8876,UPC: 675754839321, June 07, 2005
- Les Heures Dolentes, La Maison dans les dunes Bernard Paul-Reynier (piano). Éditeur Passavant Music PAS 225043 (distrib. Socadisc) enregistré en 2008 au Studio acoustique de Passavant, publié en 2012. Écoute critique dans Classica de septembre 2012
- Poème pour piano et quatuor à cordes, 9 pièces pour piano extraites de La Maison dans les dunes et Les Heures dolentes, Journée de printemps pour violon et piano, Marie-Catherine Girod (piano), Quatuor Pražák, Éditeur Mirare MIR 238, enregistré en août 2013, paru en 2014
- Complete Symphonic Works, enregistrement de mars 2019, Orchestre Philharmonique Royal de Liège dirigé par Patrick Davin, label Fuga Libera[4], paru en 2019